# Duncan Hunter
Duncan Lee Hunter (31 de mayo de 1948), es un político estadounidense, miembro del Partido Republicano, y exmiembro de la Cámara de Representantes por el Distrito 52 de California desde 1981 hasta 2009 por el condado de San Diego. 
Hunter es el presidente del Comité de Servicios Armados (U.S. House Committee on Armed Services) durante el Congreso n.º 109.  En las elecciones generales de 2006, venció al candidato demócrata, veterano de la armada y ministro religioso John Rinaldi, y al Libertario Michael Benoit. Hunter fue reelegido con un 65% de los votos, un margen de 33 puntos sobre Rinaldi. En 2008 trató de obtener la nominación de su partido para las elecciones presidenciales. pero su campaña no logró atraer a votantes o delegados significativos en los primeros estados de primarias y caucus, y se retiró después de los caucus republicanos de Nevada.
Fue sucedido como representante del distrito 52 por su hijo, Duncan D. Hunter.

## Campaña Presidencial para 2008
El 10 de octubre de 2006, Hunter anunció su intención de considerar la presentación de su candidatura para conseguir la nominación presidencial de su partido. 
Hunter anunció formalmente su candidatura presidencial en Spartanburg, Sur de California, el 25 de enero de 2007. El 1 de marzo se realizó una encuesta en diferentes sectores de Spartanburg en donde Hunter aparecía segundo dentro de su partido, tras el exalcalde de la Ciudad de Nueva York Rudy Giuliani.
Se retiró después de los caucus republicanos de Nevada.